# Xaintrailles
Xaintrailles è un comune francese di 405 abitanti situato nel dipartimento del Lot e Garonna nella regione della Nuova Aquitania.

## Storia

### Simboli
Lo stemma comunale si ispira al blasone di Jean Poton de Xaintrailles, dove la disposizione dei quarti era invertita.

## Società

### Evoluzione demografica
Abitanti censiti